# Korath el Perseguidor
Korath el Perseguidor (nombre real Korath-Thak) es un personaje ficticio que aparece en los cómics americanos publicados por Marvel Comics.
Djimon Hounsou interpreta a Korath en las películas del Universo cinematográfico de Marvel Guardianes de la Galaxia (2014), Capitana Marvel (2019) y en la serie animada de Disney+ What If...? (2021) como una versión diferente.

## Historia de publicación
Korath apareció por primera vez en Quasar #32 (marzo de 1992), y fue creado por Mark Gruenwald y Greg Capullo. Se reveló que él, Korath-Thak, fue el diseñador jefe del proyecto que creó al Perseguidor, que apareció por primera vez en Inhumans #11 (junio de 1977), aunque el propio Korath no apareció en ese volumen.
Fue miembro del equipo Fuerza Estelar durante la trama de la Operación: Tormenta Galáctica. Volvió los experimentos sobre sí mismo y le dio superpoderes, incluida la capacidad de seguir las ondas cerebrales de sus objetivos. Más tarde se reunió con su antiguo compañero de equipo Ronan el Acusador, como parte del evento Annihilation.

## Biografía del personaje ficticio
Korath-Thak es un agente del Imperio Kree. Era un ciber-genetista, y el fundador y director del Proyecto Perseguidor para desarrollar guerreros cibernéticos para la milicia Kree. También ha sido un capataz de una planta de fabricación de municiones y un operativo especial de la Inteligencia Suprema.
Korath utilizó tecnología ciber-genética de su propio diseño para obtener poderes sobrehumanos durante la Guerra Kree/Shi'ar. Después conoció a Shatterax, Ultimus, y Supremor. A petición de Supremor, atacó a la fuerza de Los Vengadores en Hala, y luchó el Capitán América. Junto a la Fuerza Estelar Kree, volvió a luchar contra los Vengadores en Hala. Él fue testigo del asesinato de Ael-Dan y Dar-Benn por Ave de Muerte y el retorno al poder de la Inteligencia Suprema. Junto a la Fuerza Estelar Kree, fue hecho prisionero en un rayo de estasis Shi'ar. Él fue testigo de una batalla entre una fuerza de Vengadores, y fue derrotado por la Bruja Escarlata y Astra. Junto a la Fuerza Estelar Kree, llegó al Imperio Shi'ar para asesinar a Lilandra. Se enfrentó a otro contingente de Vengadores y la Guardia Imperial Shi'ar. Regresó a Hala junto a Lilandra, la Fuerza Estelar, y la Guardia Imperial después de la detonación de la nega-bomba para ayudar a los Kree a reconstruirse bajo dominio Shi'ar. Junto a la Fuerza Estelar Shi'ar y Ave de Muerte, Korath atacó a Quasar, Ella, y Makkari en Hala por violar el espacio aéreo Shi'ar.
El almirante Galen-Kor y sus fuerzas criminales se enfrentaron a Ave de Muerte y la Fuerza Estelar. Korath y la Fuerza Estelar junto a la Legión Subterránea, se enfrentaron a Lord Tantalus. Korath terminó viviendo en el planeta de Godthab Omega. Korath se reunió con Ronan cuando llegó al planeta en busca de Tana Nile. Korath aparentemente fue asimilado en la Falange y se convirtió en uno de sus Selectos. Luchó contra Quasar, Dragón Lunar y Adam Warlock, y fue asesinado por Ultrón cuando no pudo capturar a Adam Warlock. Tanalth se convirtió en el nuevo líder del Cuerpo de perseguidores.

## Poderes y habilidades
Korath es un miembro de la raza alienígena Kree, que fue mejorada por un proceso de ingeniería ciber-genética experimental desconocido. Tiene fuerza sobrehumana, resistencia y durabilidad. También tiene la capacidad de localizar individuos psiónicamente al rastrear sus patrones cerebrales. Al igual que otros Kree, Korath tiene la incapacidad de respirar en la atmósfera de la Tierra sin un aparato especial o suero para respirar.
Korath es un experto en ingeniería ciber-genética. Él está entrenado en las habilidades marciales de la antigua Kree, y es un combatiente competente, pero relativamente sin experiencia con y sin armas.
Korath lleva un traje de batalla y un casco blindado compuesto de materiales extraterrestres desconocidos. Él empuña dos beta porras de medio metro que generan fuerza eléctrica capaz de dejar inconscientes a los oponentes con el contacto o interrumpir las funciones de los dispositivos eléctricos. Al ajustar las porras, Korath puede aturdir a seres tan poderosos como los Eternos o incluso seres inmateriales. Él es capaz de volar a través de turbinas de propulsión eléctrica en sus botas.

## En otros medios

### Universo cinematográfico de Marvel
- Djimon Hounsou interpreta a Korath, el Perseguidor en el universo cinematográfico de Marvel.
  - Aparece por primera vez en Guardianes de la Galaxia (2014).[17] Un subordinado de Ronan el Acusador, se dirige al planeta Morag para recuperar un artefacto con forma de esfera para él, donde él y sus hombres encuentran a Star-Lord que se hace con ella. Después de que Ronan recupera el artefacto, Korath está presente cuando Ronan toma la Piedra del Infinito dentro de ella para sí mismo, traicionando a Thanos. Korath más tarde lucha contra los Guardianes cuando abordan la nave de Ronan durante su ataque a Xandar y es asesinado por Drax el Destructor, quien arranca uno de sus implantes de su cabeza.
  - Un Korath más joven aparece en Capitana Marvel (2019), que se desarrolla en los años 90, con Hounsou retomando su papel. Se le muestra como miembro de Fuerza Estelar junto a Carol Danvers (quien era conocida como «Vers») en ese momento, Yon-Rogg, Att-Lass, Minn-Erva y Bron-Char.[18] Korath es visto por primera vez con la Fuerza Estelar cuando se dirigen al planeta Torfa para encontrar un explorador Kree comprometido llamado Soh-Lar. Esto lleva a una emboscada de una facción de los Skrull liderados por Talos que termina con la captura de Vers. Cuando Vers escapa a la Tierra y se pone en contacto con Yon-Rogg, Korath lo acompaña a la Tierra junto a la Fuerza Estelar y algunos soldados Kree. Se enfrentan a Carol Danvers en la nave oculta de Mar-Vell, donde también encuentran a Nick Fury, Maria Rambeau, Goose, Talos y algunos refugiados Skrull rescatados por Mar-Vell allí. Después de que Carol lucha contra el control de la Inteligencia Suprema y quema el implante que limita sus habilidades, Korath se une a la Fuerza Estelar y algunos soldados Kree en la lucha contra ella solo para ser derrotado por Carol.
  - Hounsou está listo para repetir su papel de Korath en la serie animada de Disney+, What If...?,[19] episodio «¿Qué pasaría sí... T'Challa se convirtiera en un Star-Lord?». Esta versión es más compasiva y heroica que su contraparte cinematográfica; incluso idolatra al Star-Lord de su línea de tiempo (T'Challa) y se une a los Devastadores después de un combate.

### Televisión
- Korath aparece en la nueva serie Guardianes de la Galaxia, con la voz de David Fennoy.[20] En «Orígenes», aparece como un peón de Thanos y tiene una conexión con Gamora y Nebula, donde ambos fueron criados por Thanos. Compite contra Gamora y Nebula, quién sería su segundo al mando de Ronan de una misión para capturar un misterioso artefacto, y es el que triunfa. En el episodio 1, «El camino a Knowhere», aparece al tener un artefacto Spartax en darle a Thanos, antes de ser arrebatado por Star-Lord y lo sigue hasta Knowhere, luego de que comienza a cobrar vida y atrapa a todos. En el episodio 2, «Sin escapatoria», captura a Star-Lord y Gamora en obligarlos de abrir la caja para él, mediante el uso de un parásito que hace a Gamora de revivir sus pecados, antes de que Rocket y Drax los rescataran, y Drax le diera un mensaje para Thanos en luchar contra él. En el episodio 7, «Los traidores», cuando se reúne con Nebula y Gamora (planeando en enfrentar uno contra el otro, fingiendo traicionar a los Guardianes de la Galaxia, hasta que el plan falle) que han estado compitiendo para ser el nuevo general de Thanos. En el episodio 22, «Bienvenido a casa», Korath persigue a Star-Lord y Cosmo a la Tierra donde se encuentra la Semilla Cósmica, hasta que es encerrado con los soldados Kree en un dispositivo de almacenamiento, todo en un centro comercial.

### Videojuegos
- Korath es un personaje jugable en el juego de arcade de 1995 Avengers in Galactic Storm.[21]
- Korath aparece en Marvel: Avengers Alliance 2.
- Korath es un personaje jugable en Marvel Future Fight.[22]